# Champs Décumates

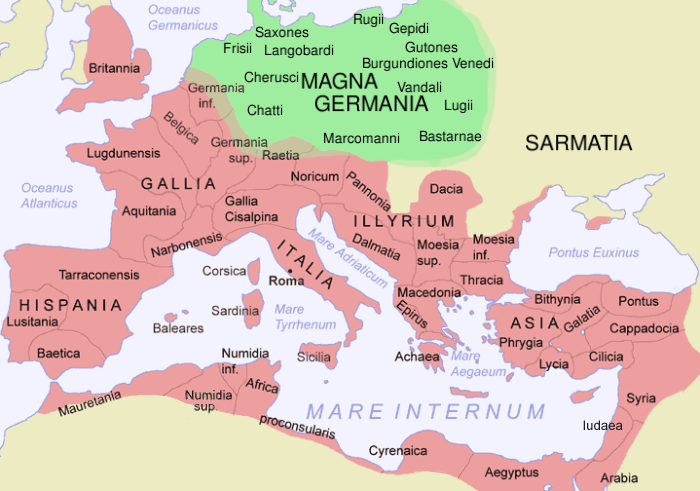
L'Empire romain et la Germanie vers 120 ap. J. Chr., avec indications des principales tribus mentionnées par l'historien Tacite.

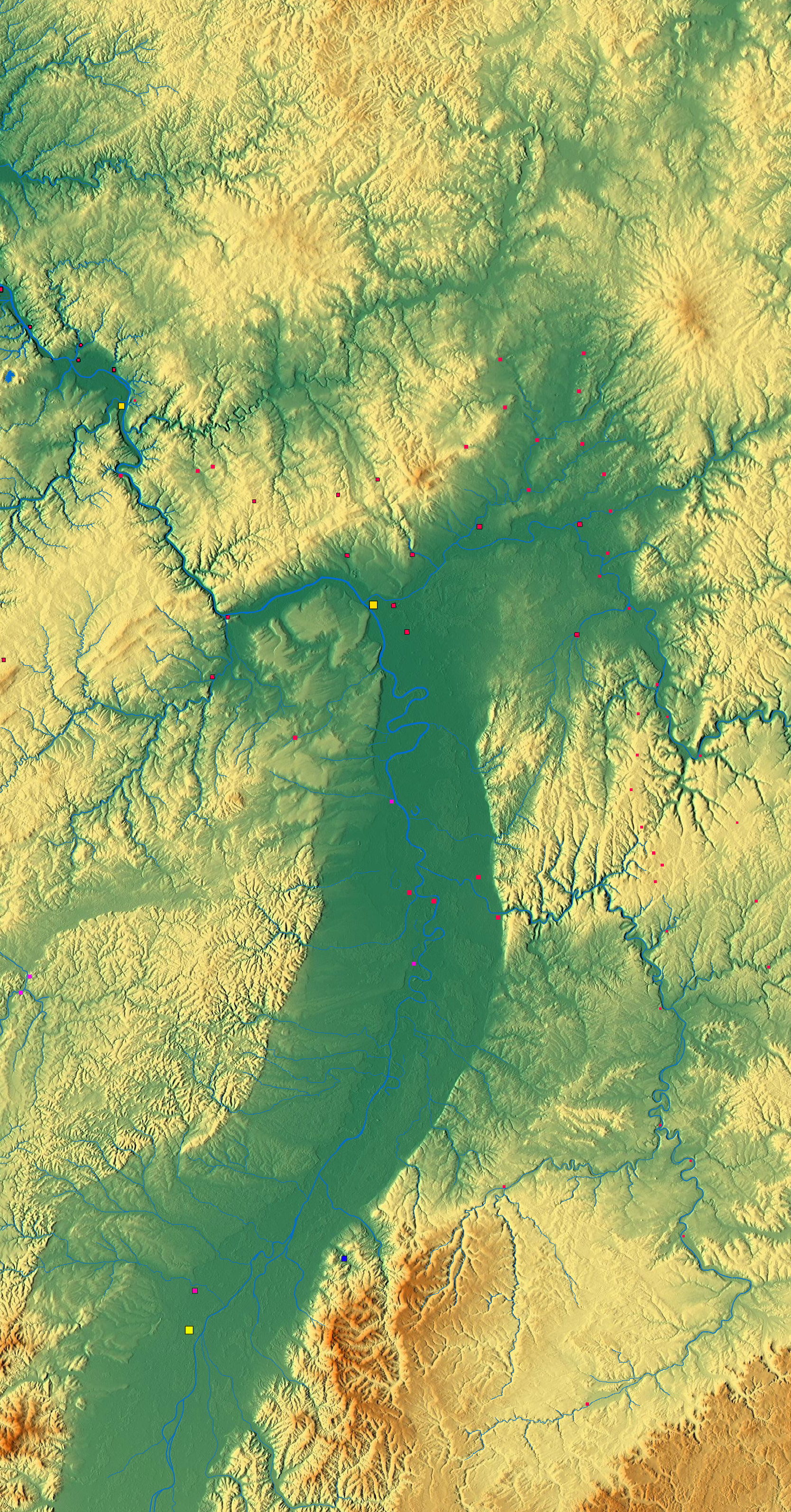
Topographie des Champs décumates – Fossé rhénan –. Indication des Castra et des Castella des Limes rhenans (Toponymes en cours)

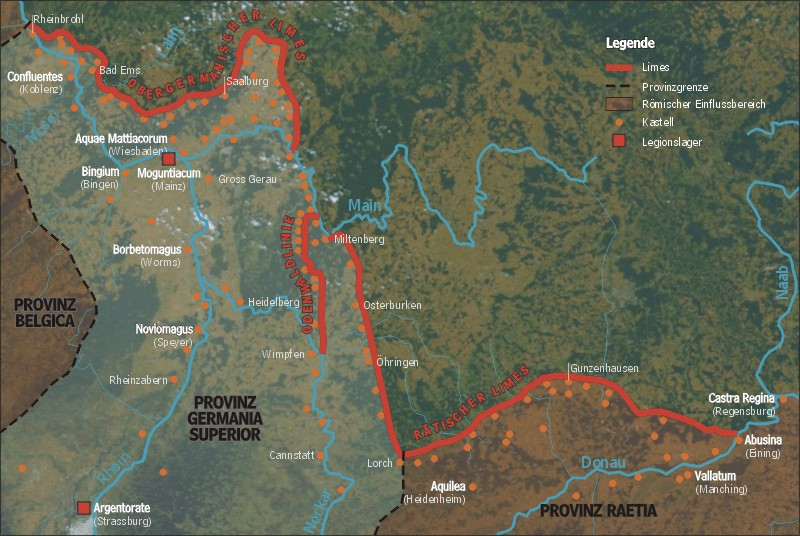
Carte du Limes romain, ligne de fortifications qui bornaient les champs Décumates.

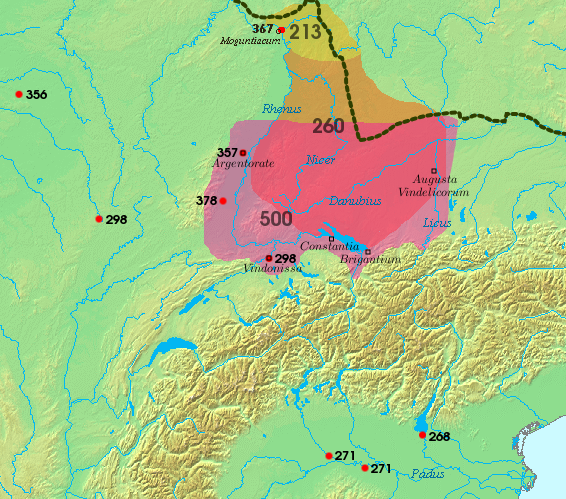
Expansion des Alamans et emplacement des batailles opposant Rome aux Germains, du IIIe siècle au VIe siècle.

Les champs Décumates (en latin Agri decumates) constituaient l'extrême sud-ouest de la Germanie, entre le Rhin, le Main et le Danube, ce que l’on peut globalement représenter par le triangle Coblence-Ratisbonne-Bâle. Ce territoire correspond approximativement à l'actuel Bade-Wurtemberg.

## La Germanie de Tacite
L'historien Tacite est le seul à employer cette expression. Dans sa Germania, il désigne par Agri Decumates ou decumates agri les terres d'au-delà du Rhin et du Danube (c'est-à-dire situées au nord et à l'est). L'origine et la signification du nom sont controversées : elles peuvent aussi bien faire référence à un lieu-dit du nom de Decuma ou Decumum, qu'à l'obligation faite aux habitants de payer une dîme à l'empereur romain. Il est également possible qu'antérieurement à l'occupation romaine, une tribu organisée territorialement en dix cantons ait occupé les lieux. Mais selon Michael Grant, ce nom renvoie à un mot gaulois dont le sens précis a été perdu.
Selon Tacite, la région était habitée à l'origine par une tribu helvète, chassée au Ier siècle av. J.-C. par les Germains Suèves qui y firent halte au cours de leur migration vers le sud, avant de repartir, vers 9 av. J.-C., vers le pays des Celtes Boii, ou Boiohaemum (la Bohême actuelle). Après le départ des Suèves, les Gaulois reprirent possession du pays, qui fut par la suite agrégé à l'Empire Romain.
Non numeraverim inter Germaniae populos, quamquam trans Rhenum Danuviumque consederint, eos qui decumates agros exercent: levissimus quisque Gallorum et inopia audax dubiae possessionis solum occupavere; mox limite acto promotisque praesidiis sinus imperii et pars provinciae habentur.
« Bien qu'ils habitent par delà le Rhin et le Danube, je ne compterai pas les peuples des champs Décumates au nombre des Germains. Gaulois sans scrupules qui ne sont devenus courageux que sous l'aiguillon de la nécessité, ils occupèrent ces terres à la faveur du doute. Mais dans la mesure où nous avons fortifié la frontière et construit une ligne de forts tout autour, on les considère comme une excroissance de l'Empire et une partie de la province. »

## Histoire
L'occupation militaire du sud des Champs Décumates fut entreprise sous le règne de l'empereur Vespasien (69-79 ap. J.-C.), par Cnaeus Pinarius Cornelius Clemens (72-74 ap. J.-C.) qui fit construire une voie entre Argentorate et le Danube (74 ap. J.-C.), afin d’effacer ce saillant dangereux entre la Gaule et les provinces danubiennes. Puis Domitien (81-96 ap. J.-C.) annexa le nord des Champs Décumates (82-83 ap. J.-C.), et un réseau routier se mit ensuite à couvrir l'ensemble du territoire. Cela permit à l’Empire de contrôler et de protéger le pays, ouvrant la voie à la colonisation romaine de la région et facilitant les communications terrestres et le transfert des légions stationnées le long du Danube et du Rhin, par une ligne fortifiée moins étendue. La région fut ainsi fortifiée peu à peu, par morceaux, en un siècle (de 80 à 180 ap. J.-C.), des Flaviens aux Antonins ; les forts du limes s'étendaient entre les villes actuelles de Reinbrohl et de Pförring, créant une ligne de fortifications continue et souvent rectiligne (le « mur du diable », nom populaire donné aux ruines) et avec des routes stratégiques. Le point faible de la frontière romaine devint ainsi le point fort du limes romain.
Une nouvelle population, d'origine gauloise, fut installée dans des sortes de colonies agricoles et militaires, indépendantes des cités, contrairement à la règle générale. Les champs Décumates dotés, avec les autels flaviens, d'un centre religieux n'étaient donc pas une vraie province romaine, mais plutôt une marche militaire.
Les plus importantes colonies romaines furent Sumolecenna (l'actuelle Rottenburg am Neckar), Civitas Aurelia Aquensis (Baden-Baden), Lopodunum (Ladenburg) et Aræ Flaviæ (Rottweil).
Malgré des périodes de troubles, comme l'insurrection de la population contre la garnison romaine d'Argentorate à l'hiver 185-186, la région connut la prospérité deux siècles durant.
La première incursion importante des Germains fut en 233 celle des Alamans qui, à partir de 259, commencèrent à occuper le pays. Les Romains contrôlaient encore la province jusque dans la seconde moitié du IIIe siècle mais, sous la pression des Alamans, et du fait de la sécession de l'empire des Gaules à l'initiative de Postumus, elle dut être évacuée sous le règne de l'empereur Gallien (260-268).
L'empereur Aurélien (270-275), après la réforme militaire romaine du IIIe siècle, entreprit une reconquête des champs Décumates, mais celle-ci fut sans lendemain. Il organisa alors une nouvelle ligne de défense le long du Rhin et de l’Iller, affluent du Danube, avec Brigantium (Brégence) comme camp militaire. À la mort de son successeur Probus (282), ils furent de nouveau abandonnés aux Alamans. Le territoire ne fut plus habité désormais que par les peuples germaniques, bien que les colonies romaines n'aient pas été complètement désertées : il y a en effet encore des traces de civilisation romaine jusque tard dans le Ve siècle.